# Tsuboi Hachiman-gū
Le Tsuboi Hachimangū (壺井八幡宮) est un sanctuaire shinto situé à Habikino, dans la préfecture d'Osaka, au Japon. Il s'agit d'un sanctuaire Hachiman, dédié au kami Hachiman, fondé en 1064. Son festival principal a lieu chaque année le 15 mai.
Tsuboi Hachimangū est l'un des trois sanctuaires Genji (源氏三神社 (Genji san jinja)), un groupe de trois sanctuaires liés au clan Seiwa-Genji (descendant de l'empereur Seiwa) du clan Minamoto.

## Dans le sanctuaire
L'armure de Minamoto no Yoshiie, fils de Minamoto no Yoriyoshi, est conservée dans le sanctuaire.
On peut y admirer aussi un camphrier qui aurait plus de mille ans.

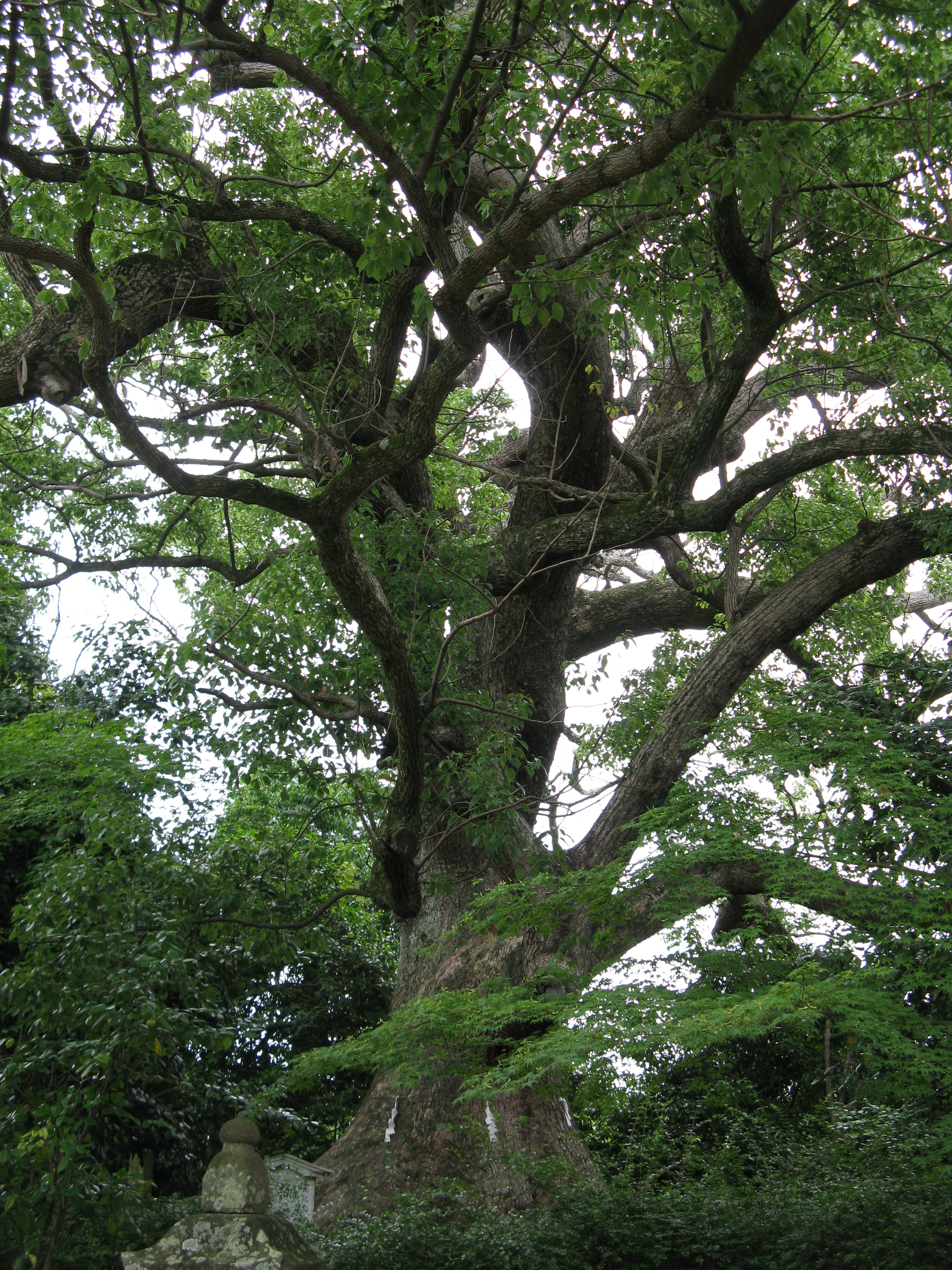
Kusunoki millénaire dans le sanctuaire.